# Império do Espírito Santo de Guadalupe
O Império do Espírito de Santo de Guadalupe é um Império do Espírito Santo português que se localiza na localidade de Guadalupe, concelho de Santa Cruz da Graciosa, ilha Graciosa, arquipélago dos Açores.

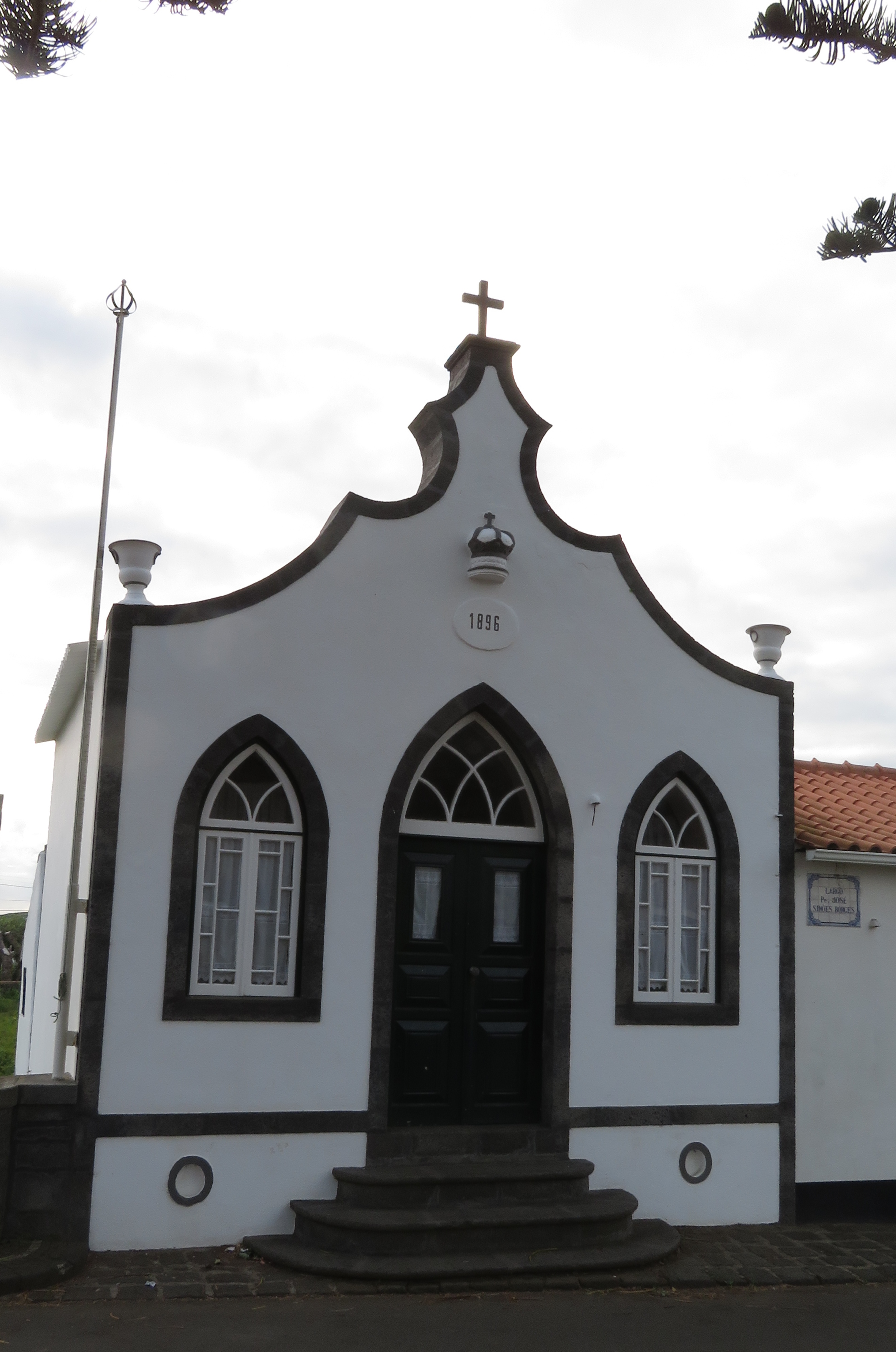
Império do Espírito Santo de Guadalupe

Este império tem como data de construção o ano de 1896 .